# Danaoua (Tougo)
Pour les articles homonymes, voir Danaoua.
Danaoua est une localité située dans le département de Tougo de la province du Zondoma dans la région Nord au Burkina Faso.

## Santé et éducation
Le centre de soins le plus proche de Danaoua est le centre de santé et de promotion sociale (CSPS) de Tougo tandis que le centre médical avec antenne chirurgicale (CMA) de la province se trouve à Gourcy.